# 은평뉴타운도서관
은평뉴타운도서관은 서울특별시 은평구에 있는 도서관이다.

## 연혁
- 2012년 8월 22일 은평뉴타운 공공도서관 건립 계획 수립.
- 2013년 3월 29일 설계 용역 착수.
- 2013년 6월 25일 도서관 부지 매입.
- 2013년 7월 3일 주민 설명회 개최.
- 2014년 3월 18일 기공식 및 공사 착공.
- 2015년 4월 16일 공사 준공.
- 2015년 6월 19일 도서관 위수탁 관리운영 협약체결(사회복지법인 인덕원).
- 2015년 9월 21일 구립은평뉴타운도서관 개관.
- 2016년 5월 3일 2016년 웹툰창작체험관 선정
- 2016년 12월 14일 서울시 도서관 육성 발전기여 유공 기관상 수상(서울특별시장)
- 2019년 10월 16일 2019 문화체육관광부 장관상 수상

## 시설 현황
- 지층 : 기계실
- 1층 : 어린이자료실(72석), 가족열람실(23석)
- 2층 : 다목적실(80석), 문화강좌실(24석), 녹음실(2석), 회의실(10석), 사무실
- 3층 : 종합자료실(42석), 디지털자료실(31석), 전산교육실(9석)
- 4층 : 일반열람실(139석), 휴게실(26석), 미르정원
- 옥상 : 세미나실(10석), 아람정원, 한울정원

## 이용 안내
이용 시간
- 종합자료실: 평일 09:00~22:00, 주말 09:00~18:00
- 어린이자료실: 평일 09:00~22:00, 주말 09:00~18:00
- 가족열람실: 평일 09:00~22:00, 주말 09:00~18:00
- 디지털자료실: 평일 09:00~18:00, 주말 09:00~18:00
- 일반열람실: 매일 08:00~22:00

휴관일
- 매주 금요일
- 일요일을 제외한 법정공휴일(대체휴일제 포함, 법정공휴일과 일요일이 겹칠 경우 휴관)
- 장서 점검 및 관장이 필요하다고 인정하는 날
- 기타 도서관 사정에 의한 임시 휴관일